# La Balme
La Balme település Franciaországban, Savoie megyében. Lakosainak száma 356 fő (2022. január 1.). La Balme Brens, Murs-et-Gélignieux, Peyrieu, Virignin, Champagneux, Loisieux, Traize, Yenne és Parves et Nattages községekkel határos.

## Népesség
A település népességének változása:
| Lakosok száma | 273  | 298  | 315  | 320  | 328  | 337  | 344  | 350  | 356  |
|               | 2013 | 2015 | 2016 | 2017 | 2018 | 2019 | 2020 | 2021 | 2022 |